# 寶生舞
寶生舞（1977年1月29日—），日本女演員。出身於日本大阪府豐中市，肄業於聖母昇天學院高等學校，畢業於日出女子學園高等學校。隸屬於Power M公司。

## 個人簡介
寶生舞於1993年參選週刊YOUNG JUMP的第三回全國女子高中生制服Collection在1000人以上的參賽者中獲得大獎。
1996年以『銀狼怪奇檔案』中小早川冴子一角獲得第8回日劇學院賞最佳女配角。
她從1998年起於富士電視台的庶務二課系列中飾演丸橋梅一角始受注目。
2007年3月6日，与比自己年長7歲的繪圖設計師結婚。
2010年5月31日，在其官方網頁上宣佈引退。

## 演出紀錄

### 電視劇
- 銀狼怪奇（1996年）- 飾演小早川冴子
- 白色之戀2（1996年）- 飾演澤井梨花
- 處女之路（1997年）- 飾演恩田季里
- 未滿都市(未成年都市)（1997年）- 飾演百合
- 庶務二課（1998－2003年）- 飾演丸橋梅
- 愛美大作戰（2001年） - 花水木麗華
- 抹布女孩（2007年）- 飾演根岸小百合議員

### 電影
- あした（1995年）- 飾演朝倉恵
- 人造人間ハカイダー（1995年）- 飾演カオル
- 大失恋。（1995年）
- 釣りバカ日誌10（1998年）- 飾演岩下みどり
- 富江replay（2000年）- 飾演川上富江
- 陰陽師（2001年）- 飾演瓜の女
- 自殺サークル（2002年）- 飾演女護士
- なごり雪（2002年）
- 三浦和義事件 もう一つのロス疑惑の真実（2004年）
- 理由（2004年）- 飾演資産家の若妻
- Soeur（2007年）
- 子猫の涙（2008年）- 飾演森岡治子（大人時代）

## 外部連結
- 寶生舞事務所網站 （页面存档备份，存于）
- 寶生舞個人網站 （页面存档备份，存于）